# Hirotsu Kazuo

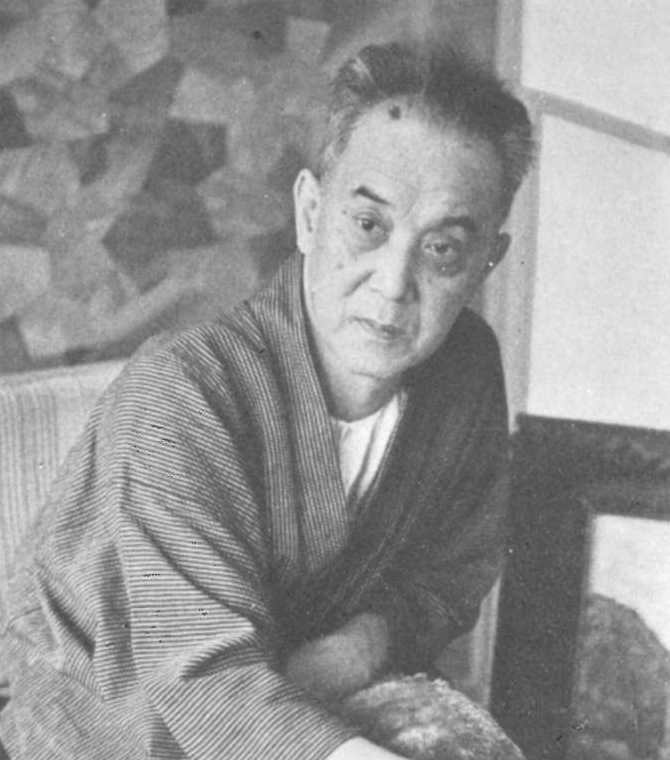
Hirotsu Kazuo

Hirotsu Kazuo (japanisch 広津 和郎; * 5. Dezember 1891 in Tokio; † 21. September 1968) war ein japanischer Schriftsteller.

## Leben
Der Sohn des Erzählers Hirotsu Ryūrō studierte an der Waseda-Universität. Nachdem er bereits als Jugendlicher Texte in Zeitschriften wie Yorozu Chōhō (萬朝報) und Joshi bundan (女子文壇) veröffentlicht hatte, gründete er 1912 mit Funaki Shigeo und Kasai Zenzō die „Gleichgesinntenzeitschrift“ (dōjin zasshi) Kiseki (奇蹟), zu der er Kurzgeschichten und Übersetzungen beitrug.
1913 erschien seine (aus dem Englischen gefertigte) Übersetzung von Guy de Maupassants Une Vie, die seine Laufbahn als Übersetzer europäischer Literatur eröffnete. 1916 wurde er Literaturkritiker bei dem von Kayahara Kazan geleiteten Magazin Kōzui igo (洪水以後, Nach dem Hochwasser). Als Romanautor debütierte er 1917 mit Shinkeibyō jidai (神経病時代, Zeit der Neurosen). Es folgte eine Reihe weiterer Romane und Erzählungen, die zum Teil dem Genre des Shishōsetsu, der aus dem Naturalismus hervorgegangenen, bekenntnishaften autobiographischen Erzählliteratur, angehören. Geschätzt wird Hirotsu vor allem als Kritiker.
Nach dem Krieg veröffentlichte Hirotsu einige biographische und autobiographische Schriften. Ab dem Jahr 1953 arbeitete er mehrere Jahre lang an einer detaillierten Verteidigung der der Sabotage Angeklagten des Matsukawa-Zwischenfalls. 1958 erschien Matsukawa saiban (松川裁判, Die Matsukawa-Prozesse).

## Werke (Auswahl)
- Shinkeibyō jidai (神経病時代), „Das neurotische Zeitalter“, 1917
- Futari no fukōmono (二人の不幸者), „Die zwei Unglücklichen“, 1918
- Yamori (やもり), „Die Geckos“, 1919
- Shiji o daite (死児を抱いて), „Mit einem toten Kind im Arm“, 1919
- Nami no ue (波の上), „Auf den Wellen“, 1919
- Sakusha no kansō (作者の感想, „Gedanken eines Schriftstellers“), 1920
- Sanbun geijutsu no ichi (散文芸術の位置, „Der Stand der Prosa-Kunst“), 1924
- Fūu tsuyokaru beshi (風雨強かるべし), „Es wird ein starkes Unwetter geben“, 1934
- Aomugi (青麦), „Grüner Weizen“, 1936
- Rekishi to rekishi no aida (歴史と歴史の間), „Zwischen zwei Historien“, 1941
- Ano Jidai (あの時代), „Jene Zeit“, 1950
- Matsukawa saiban (松川裁判), „Das Matsukawa-Tribunal“, 1954–1958
- Nengetsu no ashiato (年月のあしおと), „Die Jahre gehen dahin“, 1963, mit dem Mainichi-Kulturpreis ausgezeichnet

## Werke in deutscher Übersetzung
- Der erzürnte Tolstoj (1917, 怒れるトルストイ, Ikareru Torusutoi). Aus dem Japanischen von Claus M. Fischer. In: Ders.: Lev N. Tolstoj in Japan (Meiji- und Taishō-Zeit). Harrassowitz Verlag. Wiesbaden 1969. S. 170–190.
- Der Steilhang (1917, 崖, Gake). Aus dem Japanischen von Asa-Bettina Wuthenow. In: Hefte für Ostasiatische Literatur Nr. 13 (November 1992), S. 94–100.
- Eines Nachts (1917, 或る夜, Aru yo). Aus dem Japanischen von Asa-Bettina Wuthenow. In: Hefte für Ostasiatische Literatur Nr. 14 (Mai 1993), S. 68–70.
- Der Geist der Prosa. Literarischer Widerstand im Japan der Kriegszeit. Aus dem Japanischen und mit einem Vorwort versehen von Asa-Bettina Wuthenow. Enthält 6 Essays aus den Jahren 1936 bis 1944 und die beiden Erzählungen Aus dem Leben einfacher Leute (1940, 巷の歴史, Chimata no rekishi) und Jugendtage (1943, 若き日, Wakaki hi)[1]. Iudicium. München 2014, ISBN 978-3-86205-288-2